# 小川圭佑
小川 圭佑(おがわ けいすけ、1986年9月5日 - )は、兵庫県伊丹市出身のサッカー選手。ポジションはディフェンダー、ミッドフィールダー。

## 来歴
奈良育英高校卒業後、阪南大学に進学しサッカー部に入部するも後に退部。
その後はサッカー生活から離れ、バックパッカーをなるためアルバイトをしていたが、サッカーを再開したい気持ちが芽生え、インターネットでクラブを探す。その中で見つけたアルビレックス新潟シンガポールに連絡をしたところ、半年後にテスト参加の返信が来る。渡星後合格を果たし、2010年まで同クラブでプレーを続けた。
2013年3月1日、ラトビア1部のFCユールマラに移籍した。3月16日に行われたラトビア・カップ準々決勝のFCダウガヴァ戦にスタメン出場し、デビューした。ヴィルスリーガでは開幕戦から9試合連続でスタメン出場した。
同年夏にセルビア1部のFKスロボダ・ウジツェに移籍した。FKスロボダ・ウジツェでは公式戦出場はなかった。また、給料未払いがあったことを明らかにした。
2014年2月、タイ3部のタイ・ホンダFCに移籍。同年夏に古巣・チェンライ・ユナイテッドFCにローン移籍の後、2015年にマレーシア2部のPKNS FCへ移籍した。

## 所属クラブ
- 2002年 - 2004年 奈良育英高校
- 2005年 阪南大学
- 2007年 - 2010年 アルビレックス新潟シンガポール
- 2010年 チェンライ・ユナイテッドFC
- 2011年 - 2012年 パタヤ・ユナイテッドFC
- 2013年 FCユールマラ
- 2013年 FKスロボダ・ウジツェ
- 2014年 タイ・ホンダFC
  - 2014年7月 - 12月 チェンライ・ユナイテッドFC（期限付き移籍）
- 2015年 PKNS FC
- 2015年 - 2017年 ヤダナボンFC
- 2017年 ニュー・ラディアントSC
- 2017年 香港飛馬足球隊
- 2018年 サバFA
- 2019年 - 台中Futuro